# Asuka Kuramochi
Asuka Kuramochi (倉持明日香, Kuramochi Asuka, née le 11 septembre 1989 à Kanagawa, Japon) est une chanteuse et idole japonaise, membre des groupes de J-pop AKB48 et French Kiss. Elle débute en 2007 avec la team K. Elle est transférée quelques années plus tard chez la Team A, puis chez la Team B. Elle annonce, en juillet 2015, sa graduation, qui a eu lieu en août 2015.

## Discographie

### Single
1. 29 mai 2013 - Itsumo Soba ni (いつもそばに)